# Yukon (fiume)
Lo Yukon (AFI: [ˈjuːkon]) è un fiume artico del Nordamerica. Nasce nell'omonimo territorio canadese, attraversa l'Alaska e sfocia nel Mare di Bering. Ha una lunghezza complessiva di 3.185 km e un bacino idrografico di 839.200 km². Il fiume fu teatro della corsa all'oro dell'Ottocento.

## Percorso
Lo Yukon nasce da diversi rami sorgentiferi originati dai laghi Tagish, Atlin e Teslin, situati nelle zone montuose nei pressi del confine fra la Columbia Britannica e il territorio dello Yukon. Il primo tratto del fiume, orientato da sud-est verso nord-ovest, tocca Whitehorse, Carmacks e Dawson, e riceve gli affluenti Big Salmon, Pelly, White River, Stewart e Klondike.
Il secondo tratto del fiume, in Alaska, muta orientamento, puntando a sud-ovest per 2.036 km. Riceve alcuni affluenti (fra cui Porcupine, Tanana e Koyukuk) e sfocia nel Mare di Bering con un vasto delta.

## Affluenti del fiume Yukon

### Territorio dello Yukon
- Takhini
- Big Salmon
- Little Salmon
- Nordenskiold
- Teslin
- Pelly
  - Macmillan
- White River
- Sixtymile
- Indian
- Klondike
- Fortymile
- Stewart

### Alaska

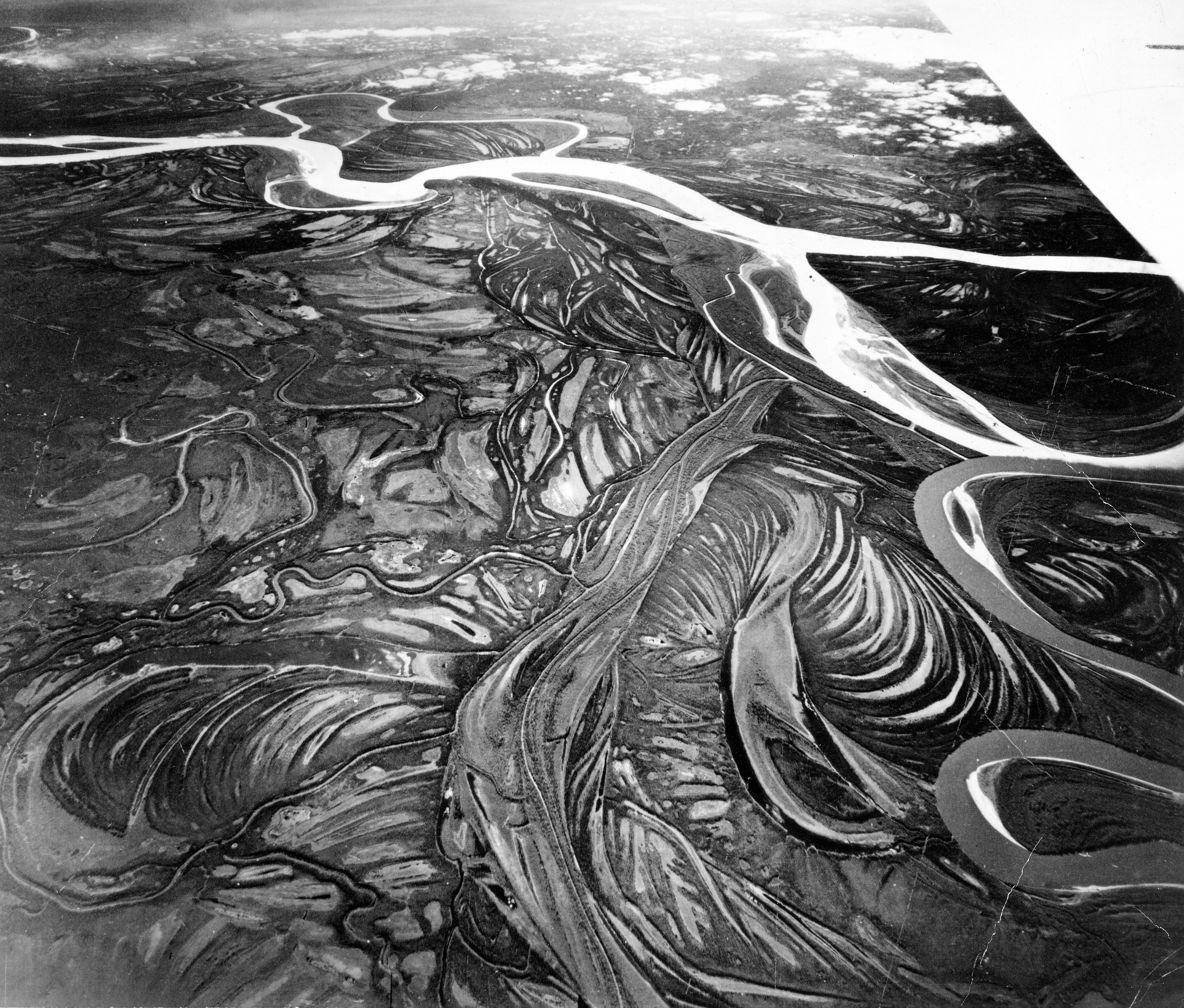
Bracci secondari del fiume Yukon nei pressi della confluenza con il fiume Koyukuk in Alaska, 24 agosto 1941.

- Tatonduk
- Seventymile
- Nation
- Kandik
- Charley

- Porcupine
- Christian
- Chandalar
- Birch Creek
- Hadweenzic
- Beaver Creek
- Hodzana
- Dall
- Ray
- Big Salt
- Hess Creek
- Garnet Creek
- Texas Creek
- Coal Creek
- Tanana
  - Nabesna
  - Chisana
  - Tok
  - Delta
  - Chena
  - Nenana
  - Tolovana
  - Kantishna
  - Chitanana
- NC Creek
- Tozitna
- Blind
- Bering Creek
- Nowitna
- Big Creek
- Melozitna (fiume)
- Ruby Slough
- Yuki
- Kala Creek
- Galena Creek
- Bishop Creek
- Koyukuk
- Nulato
- Khotol
- Anvik
- Bonasila
- Innoko
- Kako Creek
- Engineer Creek
- Reindeer
- Atchuelinguk
- Andreafsky
- Kashunuk

## Il fiume Yukon nel cinema
Secondo gli autori della Walt Disney, il personaggio dei fumetti Paperon de' Paperoni, in età giovanile, fu tra i cercatori d'oro che cercarono pepite nelle acque del fiume Yukon.